# Алексеев, Леонид Николаевич
Леонид Николаевич Алексеев (13 декабря 1902, Луга — 25 декабря 1988, Москва) — советский военный деятель, гвардии генерал-лейтенант артиллерии (1945 год), генерал-лейтенант (1984 год).

## Начальная биография
Леонид Николаевич Алексеев родился 13 декабря 1902 года в городе Луга, ныне Ленинградской области.

## Военная служба

### Гражданская война
В августе 1919 года был призван в ряды РККА и направлен красноармейцем отдельного лыжного отряда. С октября 1919 года служил во 2-м отдельном стрелковом батальоне внутренней охраны Петрограда, а в январе 1920 года был назначен на должность военного дислокатора управления связи 3-й армии.

### Межвоенное время
В июле 1921 года Алексеев был направлен на учёбу в 1-ю Ленинградскую артиллерийскую школу, по окончании которой с августа 1924 года служил на должностях командира взвода и батареи в артиллерийском полку 56-й стрелковой дивизии (Ленинградский военный округ). В январе 1928 года был назначен на должность помощника командира батареи 1-й Ленинградской артиллерийской школы, а в январе 1930 года — на должность командира дивизиона, а затем — на должность заместителя командира артиллерийского полка 11-й стрелковой дивизии.
С марта 1932 года служил в ОКДВА, где был назначен на должность командира 44-го отдельного артиллерийского дивизиона, в феврале 1933 года — на должность командира артиллерийского полка во 2-й, в мае 1936 года — на должность командира артиллерийского полка во 66-й стрелковой дивизиях, а в марте 1937 года — на должность начальника артиллерии 66-й стрелковой дивизии.
В октябре 1939 года Алексеев был назначен на должность старшего преподавателя тактики артиллерии артиллерийских курсов усовершенствования командного состава РККА, а в июне 1940 года — на должность начальника артиллерии 162-й стрелковой дивизии (Харьковский военный округ).

### Великая Отечественная война
С началом Великой Отечественной войны Алексеев находился на той же должности в составе Юго-Западного фронта, а в июле 1941 года был назначен на должность начальника артиллерии 34-го стрелкового корпуса (16-я армия, Западный фронт), который в ходе Смоленского сражения вёл тяжёлые оборонительные бои на витебском направлении. В августе 1941 года 34-й стрелковый корпус был преобразован в 127-ю стрелковую дивизию, которая в составе оперативной группы под командованием полковника А. З. Акименко вела бои на смоленском и ельнинском направлениях. За бои под Ельней 127-я стрелковая дивизия была преобразована во 2-ю гвардейскую, и в сентябре 1941 года Алексеев был назначен на должность заместителя командира этой дивизии, которая в составе Юго-Западного фронта вела боевые действия на курском направлении.
В июне 1942 года Алексеев был назначен на должность командира 5-й истребительной дивизии (Сталинградский военный округ), в сентябре — на должность командира 248-й стрелковой дивизии (28-я армия, Сталинградский фронт), в апреле 1943 года — на должность заместителя командующего артиллерией 5-й ударной армии (Южный фронт), а 2 июня 1943 года — на должность командира 2-й гвардейской артиллерийской дивизии прорыва РВГК, принимавшей участие в боях на реках Миус и Молочная. В ходе этих боёв Алексеев проявил себя как мужественный и храбрый командир, за что был награждён орденом Кутузова 2 степени.
С августа 1944 по март 1945 года Алексеев проходил обучение на ускоренном курсе Высшей военной академии имени К. Е. Ворошилова и в апреле 1945 года был назначен на должность командира 5-го артиллерийского корпуса прорыва, который принимал участие в ходе штурма Кёнигсберга, а также в разгроме противника на Земландском полуострове и курляндской группировки.
В ходе советско-японской войны 5-й артиллерийский корпус прорыва под командованием Алексеева в составе Забайкальского фронта принимал участие в разгроме войск противника, отличившись при преодолении горного хребта Большой Хинган.

### Послевоенная карьера
С окончанием войны Алексеев продолжил командовать 5-м артиллерийским корпусом прорыва в составе Забайкальского военного округа, в марте 1947 года был назначен на должность командира 9-го артиллерийского корпуса прорыва в составе Московского военного округа, в июне 1949 года — на должность заместителя командующего артиллерией Группы советских войск в Германии, в октябре — на должность старшего преподавателя, а затем — на должность заместителя начальника кафедры артиллерии Высшей военной академии имени К. Е. Ворошилова. В 1951 году Алексееву было присвоено право окончившего эту академию.
В июле 1957 года был назначен на должность старшего военного советника начальника Военной артиллерийской академии НОАК, а в марте 1959 года — на должность военного специалиста при этой же академии.
Генерал-лейтенант Леонид Николаевич Алексеев в августе 1959 года вышел в отставку. Умер 25 декабря 1988 года в Москве.

## Награды
- Орден Ленина (21.02.1945)
- Три ордена Красного Знамени (27.03.1942, 03.11.1944, 1949)
- Два ордена Суворова 2 степени (16.05.1944, 08.09.1945)
- Орден Кутузова 2 степени (17.09.1943)
- Орден Отечественной войны 1 степени (06.04.1985)
- медали